# Fay Dowker
Helen Fay Dowker (in Literatur und professionellen Auftritten als „Fay Dowker“ gelistet; * 9. September 1965) ist eine britische Physikerin und Professorin für theoretische Physik am Imperial College London. Sie ist eine ehemalige Doktorandin des britischen Astrophysikers Stephen Hawking. Ihre Arbeit liegt im Bereich theoretische und mathematische Physik, wobei Quantengravitation einen Schwerpunkt darstellt. Zudem beschäftigt sie sich mit der Erforschung von Quantencomputern.

## Werdegang
Sie schloss 1987 den mathematischen Tripos an der University of Cambridge ab, wobei ihr die Tyson-Medaille, eine Auszeichnung für die beste Leistung in Fächern mit Relevanz für die Astronomie, verliehen wurde. Unter der Betreuung von Stephen Hawking wurde sie 1990 in Cambridge promoviert (Space-time wormholes). Im Anschluss verbrachte sie Zeit als Postdoktorandin am Fermi National Accelerator Laboratory, an der University of California, Santa Barbara, sowie am California Institute of Technology. Seit 2003 ist sie Professorin am Imperial College London.

## Forschung
Ein Schwerpunkt ihrer Forschung sind Fragen in den Bereichen Quantengravitation und Grundlegung der Quantenmechanik. Dowker fokussiert sich hierbei auf den Kausalmengen-Ansatz zur Formulierung einer Theorie der Quantengravitation. Sie hat auch über verschiedene angrenzende Themen publiziert, wie z. B. Quanteninformationstheorie. Einige ihrer Publikationen fallen in den Bereich mathematische Physik. Hier verbindet sie Physik mit Themen aus der Mathematik, welche sonst eher wenig Beachtung in den Naturwissenschaften finden, wie der mathematischen Logik und der Axiomatisierung sowie Grundlegung physikalischer Theorien. In diesem Zusammenhang gab sie auch einen Vortrag zum Thema QUANTUM + logic am Institute for Quantum Computing der University of Waterloo, sowie eine Vorlesung Dynamical logic auf der Konferenz Categories, Logic and Foundations of Physics II an der University of Oxford.
Sie vertritt die Auffassung, dass ihr Ansatz eine Viele-Welten-Interpretation der Quantenmechanik ausschließt.

## Privatleben
Sie ist die Tochter des Physikers Stuart Dowker. Im Journal of Physics A: Mathematical and Theoretical erschien 2012, anlässlich seines 75. Geburtstags, eine ihm gewidmete Sonderausgabe, für welche Fay Dowker am Vorwort mitschrieb.
Auf der Beerdigung von Stephen Hawking hielt Dowker eine der öffentlichen Trauerreden. Sie bezeichnete ihn als „Lehrer, Mentor und Freund“ und betonte, dass sein Vermächtnis und Einfluss auf die Wissenschaft auch nach seinem Tod auf ewig erhalten bleiben.

## Populärkultur
Dowker betreibt Öffentlichkeitsarbeit im Sinne der Wissenschaftskommunikation.
Zwischen 2013 und 2020 war sie mehrmals Gast in der populärwissenschaftlichen Radiosendung The Infinite Monkey Cage des BBC Radio 4, wo sie verschiedene wissenschaftliche Fragen mit den Gastgebern Brian Cox und Robin Ince diskutierte.
2017 wurde sie von Jim Al-Khalili für die Wissenschaftssendung The Life Scientific des BBC Radio 4 interviewt. Im selben Jahr nahm sie an einer vom Forum for European Philosophy organisierten, öffentlichen Podiumsdiskussion zum Thema Paralleluniversen teil. Dort vertrat sie ihren Standpunkt gegenüber den Wissenschaftsphilosophen Eleanor Knox vom King’s College London und Simon Saunders von der University of Oxford.
Mehrere Videoaufzeichnungen ihrer Vorträge, teils explizit für ein breiteres Publikum, sind auf YouTube und anderen Plattformen im Internet verfügbar und wurden teils bis zu 270.000-mal aufgerufen (Stand 2020).
2020 war sie ein Gast des Mathematikers Stephen Wolfram auf dessen Podcast.